# Rufipenne à bec fin
Onychognathus tenuirostris
Espèce
Statut de conservation UICN

 LC  : Préoccupation mineure
La Rufipenne à bec fin (Onychognathus tenuirostris) est une espèce de passereaux appartenant à la famille des sturnidés et vivant en Afrique de l'Est.

## Habitat
Son aire dissoute d'étend à travers l'Afrique de l'Est (dont les forêts d'altitude du rift Albertin).
- O. t. tenuirostris (Rüppell, 1836) — hauts plateaux abyssins
- O. t. teresae Meinertzhagen, 1937 — Afrique de l'Est